# Jorge Goldemberg

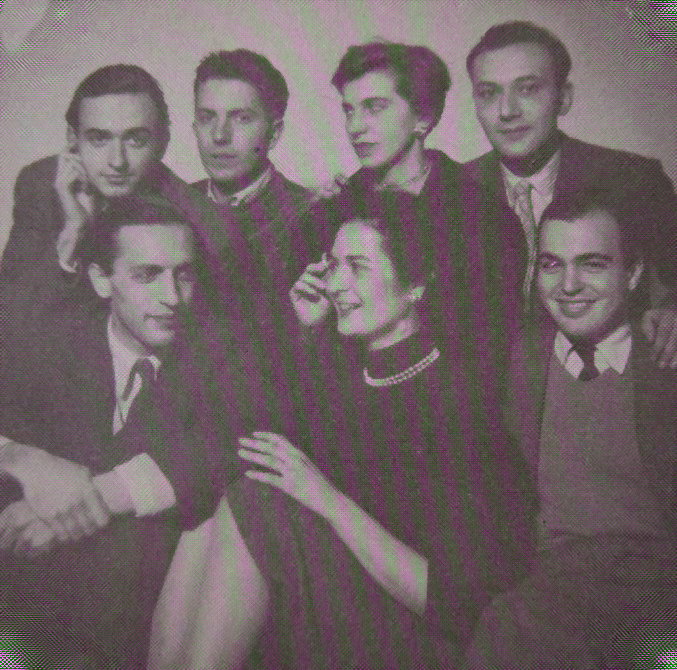
Grupo OAM en 1953. Goldemberg, arriba a la derecha.

Jorge Goldemberg (1928-2001) fue un arquitecto y sociólogo argentino que integró en su juventud la pionera Organización para la Arquitectura Moderna (OAM) y en su madurez el Estudio STAFF, realizador de grandes proyectos de vivienda social a comienzos de la década de 1970.
Goldemberg formó parte de la OAM, conformada al inicio de los años '50 junto con Horacio Baliero, Juan Manuel Borthagaray, Francisco Bullrich, Carmen Córdova y otros arquitectos adherentes al Movimiento Moderno nacido en la Europa de entreguerras, que en Argentina aún no lograba instalarse definitivamente.
A mediados de la década del '60, Goldemberg formó el Estudio STAFF junto a su esposa Ángela Teresa Bielus y Olga Wainstein-Krasuk. Entre 1970 y 1973 el equipo ganó consecutivamente una serie de concursos organizados por el Estado Nacional en el marco del Plan PEVE de erradicación de las villa miseria. Así, se construyeron conjuntos de vivienda social diseñados por STAFF en los suburbios de Buenos Aires: en Ciudadela, La Matanza y Morón. Dentro de Capital Federal, también se realizó un proyecto de STAFF en el barrio de Villa Lugano (Avenida Fernández de la Cruz esquina Saladillo) y el importante Conjunto Soldati para más de 17.000 personas.
Pensador y escritor prolífico, fue también profesor de Sociología en la UNL y en la UBA, junto a Gino Germani, en las décadas de 1950 y 1960 y de Arquitectura -en la UBA- hasta 1966 y desde 1984 hasta su deceso en el 2001. En 1995 había sido nombrado Profesor Titular Consulto.